# Tribunal de camarades
Un Tribunal de camarades (en russe : Товарищеский суд) ou une Cour des camarades était une juridiction en Union soviétique. Il existait des institutions comparables dans de nombreux autres pays socialistes, par exemple en RDA avec les Tribunaux sociaux (de).

## Histoire et fonction
Dédiés aux affaires mineures, les tribunaux de camarades étaient l'instance la plus basse du pouvoir judiciaire. Leur but était de punir collectivement les délits mineurs, de promouvoir le mode de vie socialiste et de « résoudre les conflits entre les membres du peuple » sans avoir à recourir à un système judiciaire qui, aux yeux de la législation socialiste, était trop bureaucratique et entravait la justice.
Dans l'ukase du Soviet suprême de la RSFSR sur l'adoption de la loi sur les tribunaux de camarades de 1977 (en russe : Указ Президиума Верховного Совета РСФСР об утверждении Положения о товарищеских судах), on lit à l'article 1 : «  Les tribunaux des camarades sont des organes d'État élus qui veillent à ce que soient assurés la conscience communiste des citoyens, le traitement respectueux de la propriété socialiste, le respect des directives de la société socialiste, le développement d'une conscience collectiviste et des relations coopératives, et le respect de la dignité et de l'honneur du peuple  soviétique. (...) »
Ces tribunaux de camarades étaient généralement mis en place dans tous les domaines, dans les usines, les fermes collectives, les écoles, etc. et ressemblaient aux commissions d'arbitrage, courantes dans les pays non socialistes. Les membres ou les « juges » d'un tribunal de camarades étaient élus pour deux ans par les membres des organisations ouvrières. 
Ils pouvaient imposer des amendes allant jusqu'à 50 roubles (environ 64 % de la population soviétique gagnait entre 75 et 200 roubles par mois en 1980, et près de 26 % moins de 75 roubles.), et imposer ou transmettre l'affaire à la juridiction supérieure. Cependant, en général ces tribunaux sanctionnaient les infractions par des « avertissements coopératifs », des réprimandes publiques ou une demande d'excuses publiques. Les élections aux tribunaux de camarades sont suspendues après l'effondrement de l'Union soviétique, ceux-ci ne sont pas réintroduits dans le nouveau code pénal russe de 1997, et sont par conséquent abolis.